# 해양증기기관

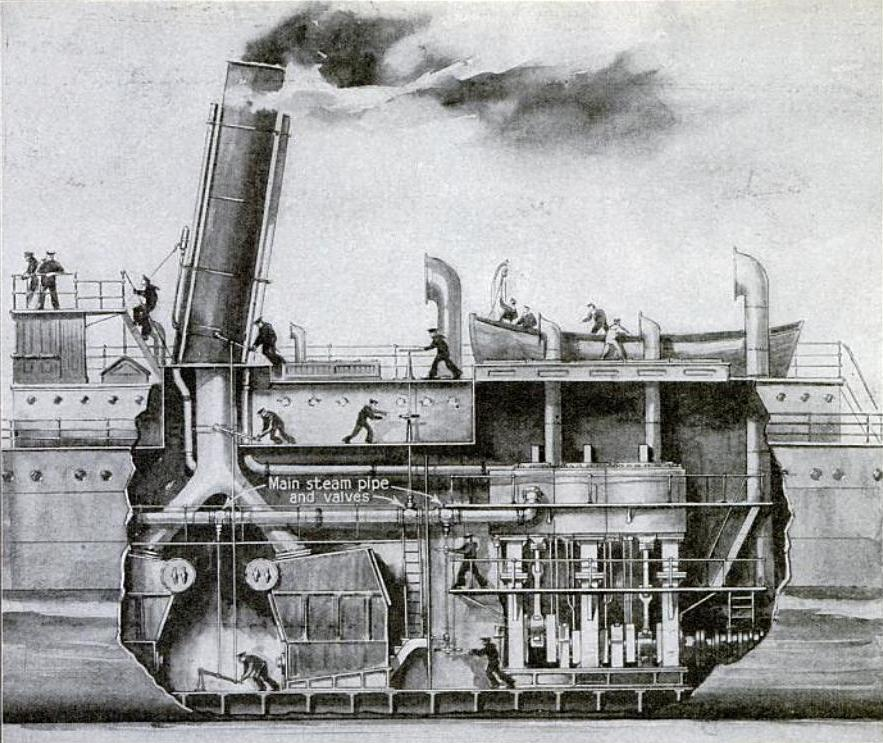

해양 증기 기관은 선박 또는 보트에 전원을 공급하는데 사용되는 증기 기관이다.
왕복 증기 기관은 점진적으로 증기 터빈 및 해양 디젤 엔진으로 20세기 해양 응용 프로그램에서 대체되었다.

## 역사
상업적이고 성공적인 최초의 증기 기관은 1712년에 토머스 뉴커먼이 개발했다.

## 복식 증기 기관

### 3단 또는 다단 팽창 기관
3단 팽창 기관은 증기를 3단으로 팽창시키는 복식 기관이다. 특히 3단계의 다른 압력으로 작동하는 실린더를 가진 증기 기관이다. 4단 팽창 기관은 4단계로 증기를 팽창시키는 기관이다. 최초의 성공적인 상업적 이용은 스코틀랜드의 고반에서 알렉산더 커크가 1881년 영국 화물선 애버딘에 내장한 기관이었다.
다단 팽창 기관의 제조는 20세기에도 계속되었다. 제2차 세계 대전 당시 미국에 의해 제작된 2,700개의 리버티 선은 모두 미국의 해양 증기 터빈을 생산할 수 있는 능력이 전함 제작에 전적으로 집중되어 있었기 때문에 3단 팽창 기관에 의해 강화되었다. 전쟁 동안 3단 팽창 기관의 가장 큰 제조사는 조슈아 핸디 철공소(Joshua Hendy Iron Works)였다. 전쟁이 끝날 무렵에는 터빈식 빅토리 선이 점점 더 많이 생산되었다.

전형적인 수직 3단 팽창 기관의 애니메이션
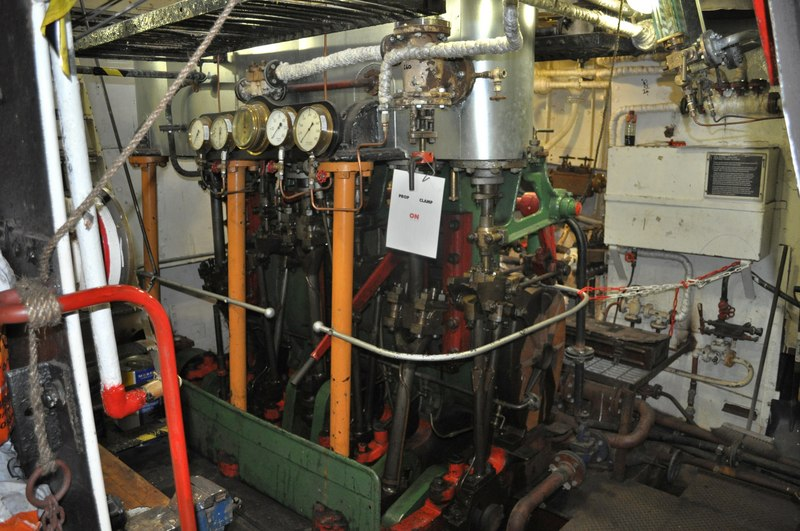
리디아 에바에 탑재된 3단 팽창 기관
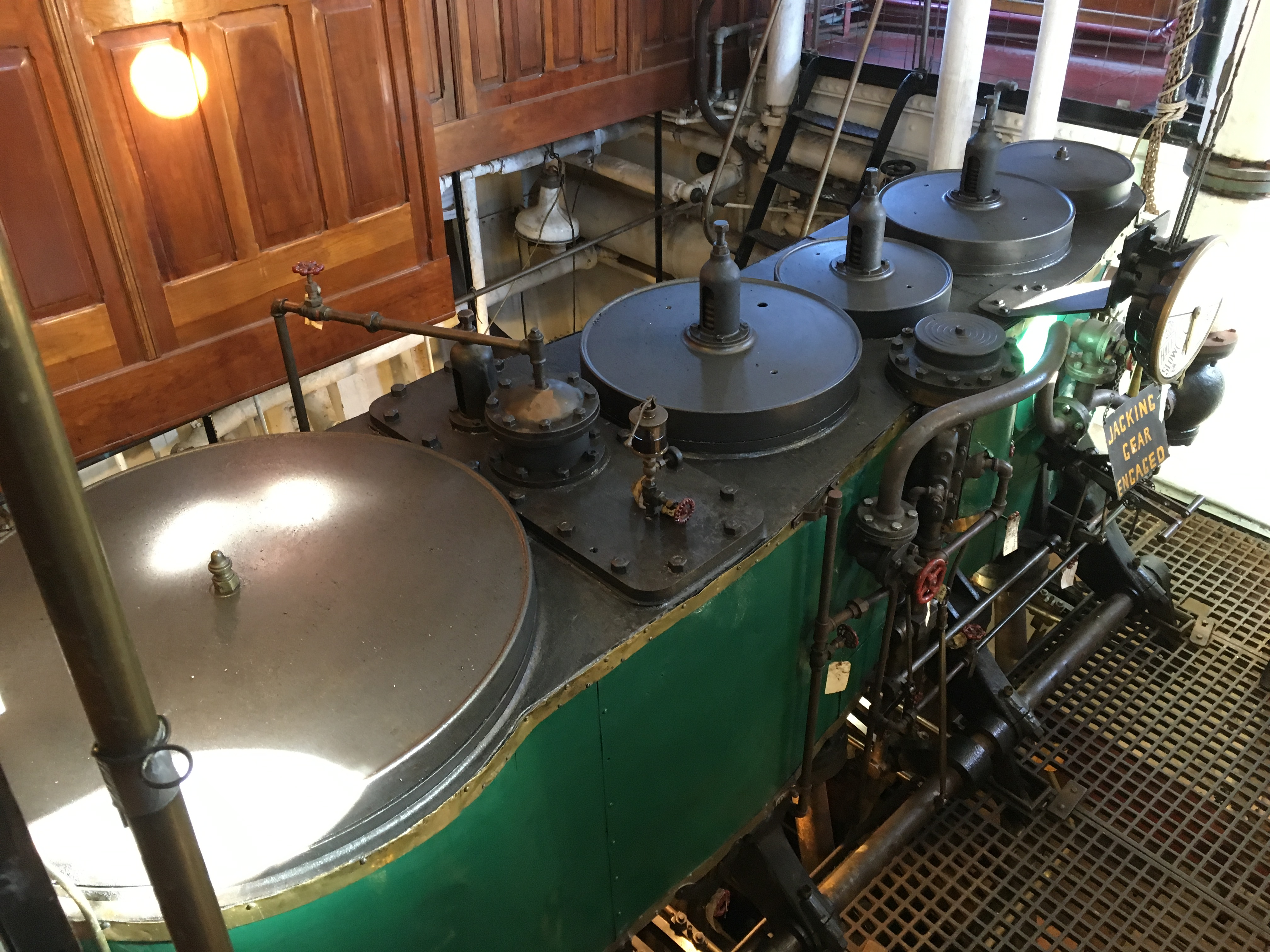
1907년 대양 터그선 허큘리스에 탑재된 3단 팽창 기관

## 같이 보기
- 증기기관

## 참조
- American Society of Mechanical Engineers (1978): Joshua Hendy Iron Works - informational brochure.